# Zweigen Kanazawa
Zweigen Kanazawa (ツエーゲン金沢 Tsuēgen Kanazawa) là một câu lạc bộ bóng đá Nhật Bản có trụ sở ở Kanazawa, Ishikawa. Hiện họ thi đấu tại J. League Hạng 2.

## Lịch sử
Câu lạc bộ được thành lập năm 1956 dưới tên gọi Câu lạc bộ bóng đá Kanazawa và được đổi tên như hiện tại vào năm 2006. Ngày 19 tháng 12 năm 2009 họ giành quyền lên JFL sau khi đánh bại FC Kariya trong trận tranh lên xuống hạng với tỉ số 2–1 sau hai lượt trận, khi kết thúc ở vị trí thứ 3 Vòng chung kết Giải bóng đá các khu vực toàn Nhật Bản 2009.
Ngày 15 tháng 12 năm 2010, một công ty mới có tên gọi Zweigen, Inc. được thành lập và họ nộp đơn gia nhập thành viên liên kết J-League.
Ngày 7 tháng 1 năm 2011 được chấp nhận gia nhập thành viên liên kết J-League.
Ngày 16 tháng 11 năm 2014, Zweigen trở thành nhà vô địch của giải J3 League mở màn, sau khi đáp ứng các yêu cầu của J. League Hạng 2 họ được gia nhập giải đấu cao thứ hai Nhật Bản

### Name and symbolism
Cái tên "Zweigen" là một từ ghép của tiếng Đức zwei, là số hai, và gen, nghĩa là tiến lên. Trong phương ngữ Kanazawa, câu khẩu hiệu tsuyoi noda! (Be Strong!) trơt thành tsuee gen! theo cách nói bóng gió. Trong tiếng Đức, từ Zweigen thực chất có nghĩa là nhánh, do đó hoa bách hợp là một thành phần quan trọng trong biểu trưng của câu lạc bộ.

## Thành tích
| Mùa  | Hạng | Số đội | Vị trí | Trung bình khán giả | Cúp Hoàng đế |
| ---- | ---- | ------ | ------ | ------------------- | ------------ |
| 2010 | JFL  | 18     | 9      | 1,548               | Vòng 2       |
| 2011 | JFL  | 18     | 7      | 2,504               | Vòng 2       |
| 2012 | JFL  | 17     | 14     | 2,313               | Vòng 1       |
| 2013 | JFL  | 18     | 7      | 2,063               | Vòng 3       |
| 2014 | J3   | 12     | 1      | 3,440               | Vòng 2       |
| 2015 | J2   | 22     | 12     | 4,910               | Vòng 2       |